# フィリップ・レダー
フィリップ・レダー（Philip Leder, 1934年11月19日 - 2020年2月2日）は、アメリカ合衆国の遺伝学者。ワシントンD.C.で生まれ、ハーバード大学を1956年、ハーバード・メディカルスクールを1960年に卒業した。

## 経歴
レダーは、研究を始めた初期にマーシャル・ニーレンバーグとともに行ったコドンに関する研究、特に「ニーレンバーグとレダーの実験」で知られている。この実験の後、彼は分子遺伝学、免疫学や遺伝性の癌の研究分野で影響力の大きな独創的な実験を数多く行った。現在は、ハーバード・メディカルスクールの遺伝学部門を統括している。

## 受賞歴
- 1980年 ウォーレン賞
- 1981年 ディクソン賞医学部門、リチャード・ラウンズベリー賞
- 1983年 ハーヴェイ賞
- 1985年 アメリカ遺伝学会メダル
- 1987年 アルバート・ラスカー基礎医学研究賞
- 1989年 アメリカ国家科学賞
- 1990年 ハイネケン賞
- 1997年 ウィリアム・アラン賞
- 2008年 コッホ・ゴールドメダル